# Ambelania grandiflora
Ambelania grandiflora é uma espécie de planta do gênero Ambelania.  

## Taxonomia
A espécie foi descrita em 1902 por Jacques Huber. 